# Doloplazy (Prostějovi járás)
Doloplazy település Csehországban, a Prostějovi járásban. Doloplazy Nezamyslice, Želeč, Víceměřice, Dobromilice és Dřevnovice településekkel határos. Lakosainak száma 523 fő (2024. január 1.).

## Népesség
A település lakosságának változását az alábbi diagram mutatja:
| Lakosok száma | 518  | 578  | 588  | 618  | 489  | 572  | 531  | 532  | 530  | 523  |
|               | 1869 | 1890 | 1921 | 1950 | 1980 | 2001 | 2017 | 2019 | 2022 | 2024 |